# Philipp Sarasin

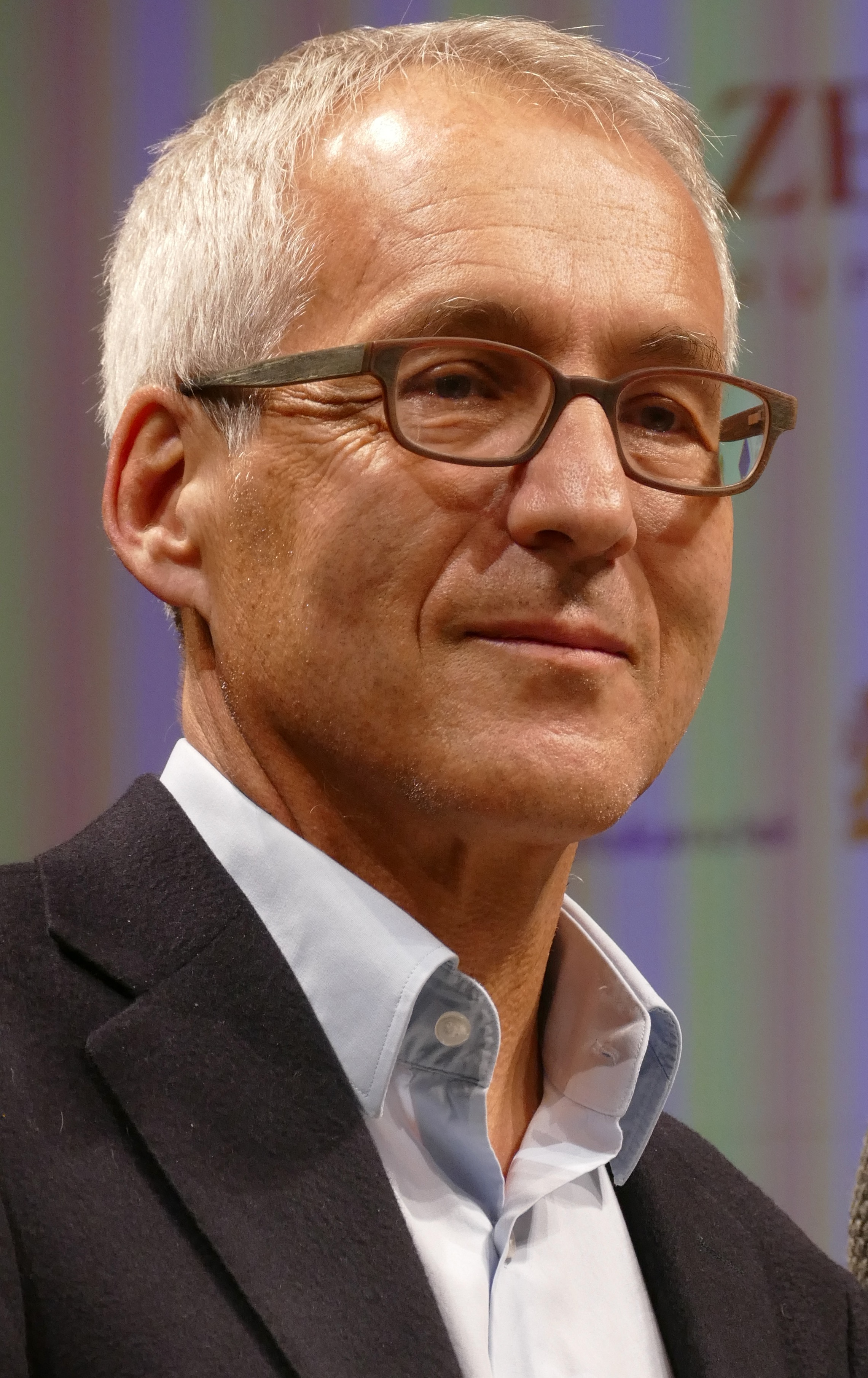
Philipp Sarasin beim Bayerischen Buchpreis 2021

Philipp Sarasin (* 1. Oktober 1956 in Basel; heimatberechtigt ebenda) ist ein Schweizer Historiker, Professor für Neuere Allgemeine Geschichte am Historischen Seminar der Universität Zürich und Buchautor.

## Leben und Wirken
Philipp Sarasin, Sohn des Schweizer Architekten und Bildhauers Theophil (Teff) Sarasin und seiner Frau Madeleine, geb. Brodbeck, wuchs in Basel auf. Nach der Matura 1975 studierte er Geschichte, Philosophie und Nationalökonomie an den Universitäten Basel und Heidelberg. 1990 wurde er mit einer Arbeit über das Basler Grossbürgertum promoviert. Als Post-Doktorand arbeitete er an der École des Hautes Études en Sciences Sociales (EHESS) in Paris. Von 1993 bis 2000 war er Assistent und Lehrbeauftragter am Historischen Seminar der Universität Basel. Dort erlangte er 1999 die Habilitation mit einer Arbeit über Körpergeschichte im 19. Jahrhundert. Von 2000 bis zu seiner Emeritierung 2022 war er ordentlicher Professor für Neuere Allgemeine und Schweizer Geschichte am Historischen Seminar der Universität Zürich.
Sarasin ist Mitbegründer und Mitglied des Zentrums Geschichte des Wissens, des wissenschaftlichen Beirats der Internetplattform H-Soz-u-Kult und Herausgeber des Literaturverwaltungsprogramms Litlink. Seit 2016 ist er Mitherausgeber des Online-Magazins Geschichte der Gegenwart. Er gilt aufgrund seiner jüngeren Veröffentlichungen und Vorträge zu Michel Foucault als einer der besten deutschsprachigen Kenner des Werks des französischen Philosophen. Sein Buch Darwin und Foucault. Genealogie und Geschichte im Zeichen der Biologie hat in den deutschen Feuilletons für viel Aufsehen gesorgt, wurde allerdings teilweise auch kritisiert.

## Schriften (Auswahl)
- Stadt der Bürger. Struktureller Wandel und bürgerliche Lebenswelt Basel 1870–1900. Helbing & Lichtenhahn, Basel 1990, ISBN 3-7190-1107-0 (Dissertation, Universität Basel, 1990). 2., überarbeitete und erweiterte Auflage: Stadt der Bürger. Bürgerliche Macht und städtische Gesellschaft Basel 1846–1914. Vandenhoeck & Ruprecht, Göttingen 1997, ISBN 3-525-36105-X.
- mit Jakob Tanner: Physiologie und industrielle Gesellschaft – Studien zur Verwissenschaftlichung des Körpers im 19. und 20. Jahrhundert. Suhrkamp, Frankfurt am Main 1998.
- Reizbare Maschinen. Eine Geschichte des Körpers 1765–1914. Suhrkamp, Frankfurt am Main 2001, ISBN 3-518-29124-6.
- Geschichtswissenschaft und Diskursanalyse. Suhrkamp, Frankfurt am Main 2003, ISBN 3-518-29239-0.
- Anthrax. Bioterror als Phantasma. Suhrkamp, Frankfurt am Main 2004, ISBN 3-518-12368-8.
- Michel Foucault zur Einführung. Junius, Hamburg 2005, ISBN 3-88506-606-8; 5. vollständig überarbeitete Auflage, 2013, ISBN 978-3-88506-066-6.
- als Hrsg. mit Silvia Berger, Marianne Hänseler und Myriam Spoerri: Bakteriologie und Moderne. Studien zur Biopolitik des Unsichtbaren 1870–1920. Suhrkamp, Frankfurt am Main 2007.
- Wie weiter mit Michel Foucault? Hamburger Edition, Hamburg 2008, ISBN 978-3-936096-97-2.
- Darwin und Foucault. Genealogie und Geschichte im Zeichen der Biologie. Suhrkamp, Frankfurt am Main 2009, ISBN 978-3-518-58522-1.
- Evolution. Ein interdisziplinäres Handbuch. Herausgeber zusammen mit Marianne Sommer, J. B. Metzler, Stuttgart/Weimar 2010.
- 1977. Eine kurze Geschichte der Gegenwart. Suhrkamp, Frankfurt am Main 2021, ISBN 978-3-518-58763-8.